# 小行星4032
小行星4032（4032 Chaplygin）是一颗绕太阳运转的小行星，为主小行星带小行星。该小行星于1985年10月22日发现。

## 轨道参数
小行星4032的轨道半长轴为2.1830017 UA，离心率为0.141。